# 張致遠 (宋朝)
张致远（1090年—1147年），字子猷。福建沙县人。
宣和三年(1121年)，中进士。曾任枢密院计议官。绍兴四年（1134年），为殿中侍御史。先后任户部、吏部侍郎。绍兴八年(1138年)，为给事中，知广州。